# Surveyor 5
Surveyor 5 (z ang. „geodeta”) – misja amerykańskiej bezzałogowej sondy kosmicznej do badań Księżyca.

## Podstawowe wiadomości o misji
- Data startu: 8 września 1967 godz. 7:57 GMT, Przylądek Canaveral
- Data lądowania na Księżycu: 11 września 1967 godz. 0:46 GMT
- Rejon lądowania: Mare Tranquillitatis (Morze Spokoju), koordynaty – 1°41'N, 23°18'E
- Czas trwania podstawowej misji: 98 dni
- Czas działania próbnika: 45 dni
- Data zakończenia misji: 17 grudnia 1967

## Plan przebiegu misji
Lądownik Surveyor 5 umieszczany był na szczycie rakiety klasy Atlas Centaur SLV-3C. Po osiągnięciu orbity odpalano ostatni człon rakiety, który nakierowywał próbnik na trajektorię lotu w kierunku Księżyca. Na wysokości ok. 3500 km następowało odseparowanie statku od wypalonego członu rakiety, po czym następowała pierwsza faza lądowania. Po osiągnięciu ok. 4 m nad powierzchnią silniki wyhamowujące miały zostać automatycznie wyłączone, a pojazd miał swobodnie opaść na powierzchnię. Niemobilny próbnik miał wykonać przede wszystkim zdjęcia miejsca lądowania.

## Konstrukcja próbnika
Konstruktorem statków serii Surveyor była firma Hughes Aircraft. Masa lądownika Surveyor 5 wynosiła 303 kg. Wysokość pojazdu mającego wylądować na Księżycu wynosiła 3,3 m, średnica zaś 4,5 m. Konstrukcja statku opierała się na aluminiowym szkielecie, do którego przymocowane były różne urządzenia naukowe (m.in. kamera pokładowa), urządzenia takie zawierały w przypadku tego lądownika także magnetometry, które zainstalowano na końcach talerzowatych podpór. Na szczycie szkieletu znajdowały się 2 panele baterii słonecznych o łącznej powierzchni 3 m². Moc tych paneli to 85 watów. Jednak wraz z główną, nieładowalną baterią, pojazd dysponował mocą aż 4096 watów. Pojazd posiadał jedną płaską antenę i dwie małe anteny kierunkowe, a także radar pokładowy. Z uwagi na swoje zastosowanie, pojazd wyposażony został w silniczki wyhamowujące lądowanie, które automatycznie miały wyłączać się na wysokości 3,5 metra nad powierzchnią Księżyca.

## Przebieg misji

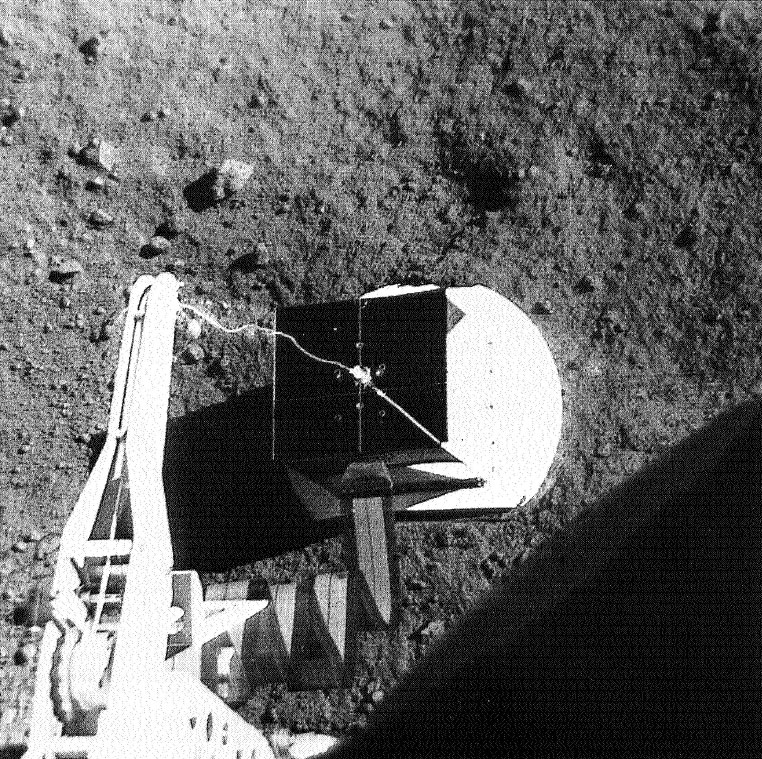
Aparatura badawcza Surveyora

Po porażce Surveyora 4 eksperci zaczęli żartować, że według matematycznej zasady tym razem misja powinna się udać – i nie pomylili się. Surveyor 5 okazał się trzecim w historii amerykańskiej astronautyki pojazdem bezzałogowym, który łagodnie osiadł na powierzchni Księżyca.
Zadaniem Surveyora 5 było wylądowanie w rejonie, który niecałe dwa lata później miał się stać miejscem pierwszego lądowania ludzi na Księżycu. Teren był tutaj wyjątkowo równinny i gładki, bez większych kraterów, stanowił doskonały przykład księżycowej krainy określanej mianem „morza” (bazaltowego). Zdjęcia orbitalne zebrane z innych misji bezzałogowych wskazywały, że teren ten jest szczególnie stary geologicznie i powinien zostać wzięty pod uwagę podczas przygotowywania misji następnego lądownika. Tym samym kolejną próbę lądowania w rejonie Sinus Medii przełożono na następną misję.
Lot próbnika jak i jego lądowanie przebiegły bez najmniejszych problemów. Surveyor 5 spoczął na wewnętrznym zboczu bardzo płytkiego krateru (o średnicy zaledwie 9-12 m), który okazał się największym z łańcucha utworzonego przez podobne, sąsiednie kratery. W tym przypadku nachylenie tego zbocza nie przekraczało 20°. Wkrótce po wylądowaniu robot wykonał spektakularne zdjęcia otoczenia. Zdjęcia pokazywały równy teren z majaczącymi w oddali zagłębieniami nie sięgającymi jednak 0,5 metra. Podczas tej misji wielokrotnie odpalano na ułamki sekundy silnik celem wywołania zaburzeń wśród otaczającego sondę regolitu. W ten sposób wywoływano parokrotnie sztuczną erozję, a efekty tego doświadczenia zostały utrwalone na setkach zdjęć. Po raz pierwszy zbadano także dynamikę gruntu podczas momentu lądowania, a jego skład chemiczny zbadały spektrometry i inne urządzenia zamontowane na „łapach” Surveyora. Badania chemiczne były prowadzone metodą aktywacji gruntu strumieniami cząstek alfa o energiach 6 MeV wysyłanych przez 242Cm. Cząstki te przenikały do lżejszych jąder atomowych, ulegały zaś rozproszeniu na cięższych. Rozproszone cząstki alfa były rejestrowane przez dwa detektory, natomiast protony ze wzbudzonych jąder – przez cztery detektory promieniowania. W trakcie tych badań stwierdzono, że skład chemiczny zewnętrznej warstwy gruntu księżycowego jest bardzo podobny do składu chemicznego bazaltu. Użyte urządzenia nie umożliwiały wykrycia wodoru, helu, litu i berylu. Czujniki termiczne pomierzyły jego temperaturę w różnych warunkach oświetlenia. Na jednej z podpór zainstalowany był magnes sztabkowy, który pozwolił sprawdzić występowanie materiałów magnetycznych w gruncie.
Surveyor 5 przekazywał serie danych z doświadczeń do 18 października 1967. Jednakże w okresie od 24 września 1967 do 15 października 1967 nastąpiła przerwa w transmisji spowodowana nocą księżycową, która panowała w tym okresie m.in. w długości selenograficznej Morza Spokoju. Próbnik przetrwał jednak wybitnie zimną noc i po zdalnym uruchomieniu jego oprzyrządowania przesyłał dane fizyczne i chemiczne jeszcze przez trzy następne dni (ziemskie). Później skoncentrowano się na wykonaniu bardzo dokładnej dokumentacji fotograficznej. Zrealizowano ją podczas drugiego dnia księżycowego, czyli do 1 listopada 1967. Surveyor 5 przetrwał kolejną noc księżycową i dnia 21 listopada 1967 podjął dalsze prace. Układy elektroniczne okazały się tym razem na tyle wytrzymałe na olbrzymie wahania temperatury, że próbnik był w stanie pracować jeszcze przez namiastkę czwartego spędzonego na Księżycu dnia. Do dnia 17 grudnia 1967, kiedy to aparatura sondy odmówiła ostatecznie posłuszeństwa, otrzymano łącznie 18 006 fotografii, dzięki czemu piąty Surveyor stał się absolutnym rekordzistą.
Najwięcej z tych fotografii zebrano podczas drugiego dnia księżycowego, jednakże sonda powtórzyła zadanie realizacji fragmentu wzorcowej dokumentacji jeszcze czwartego dnia. Wcześniej, bo w pierwszym dniu, przedmiotem większości fotografii były efekty przeprowadzanych eksperymentów.

## Efekty misji
W ramach misji Surveyor 5 po raz pierwszy zbadano skład chemiczny i fizyczny gruntu. Dzięki wybitnej wytrzymałości pokładowych urządzeń elektronicznych misja dostarczyła nadzwyczaj bogatego materiału naukowego, przez co okrzyknięto ją wtedy największym sukcesem w amerykańskim bezzałogowym podboju Księżyca.
W 53 godzinie po lądowaniu „dmuchnięto” z niego w powierzchnię Księżyca strumieniem gazów z jednego z rakietowych silników sterowniczych. Trwające 0,55 sekundy „dmuchnięcie” wytworzyło lej o średnicy 20 cm i głębokości 2 cm, przy czym część wyrzuconych z niego ziaren pyłowych osiadła na powierzchni próbnika. Okazało się wtedy, że ziarna te mają bardzo małe rozmiary i odznaczają się silną przylegalnością. Tymczasem natychmiast po przerwaniu działania  silnika ze środka zagłębienia wytrysnął w górę strumień gazów (wraz z drobinami gruntu Księżyca), które w czasie działania tego silnika wniknęły w głąb gruntu.